# ゲルマーバーン

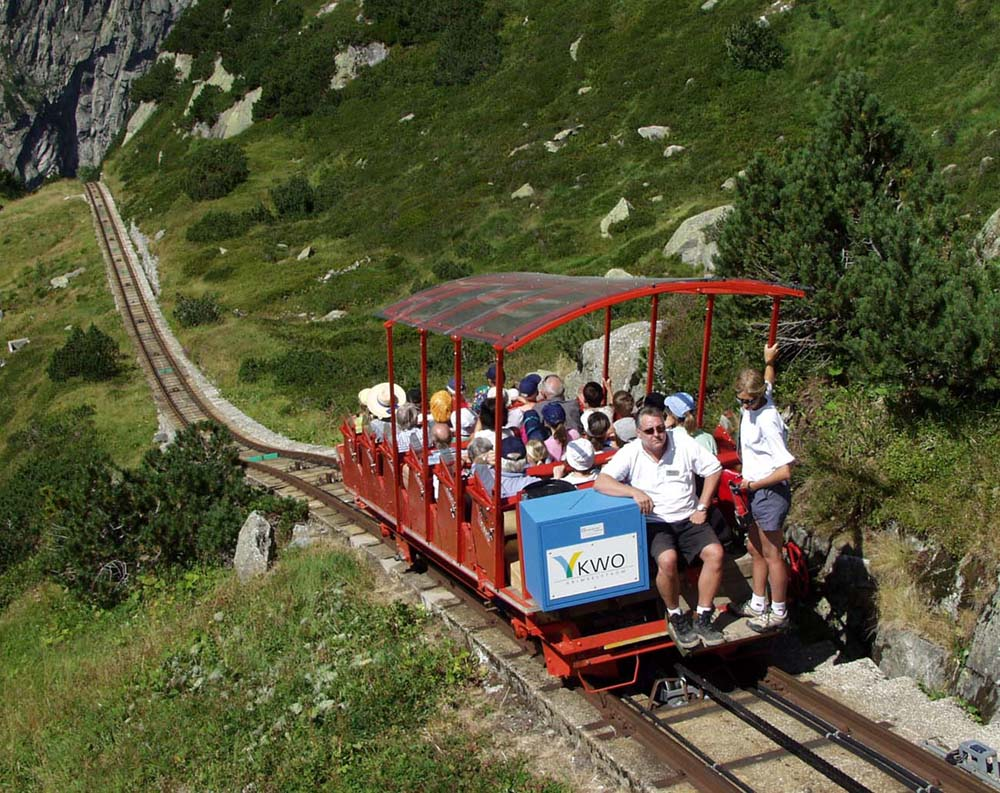
上駅に入る前の車両

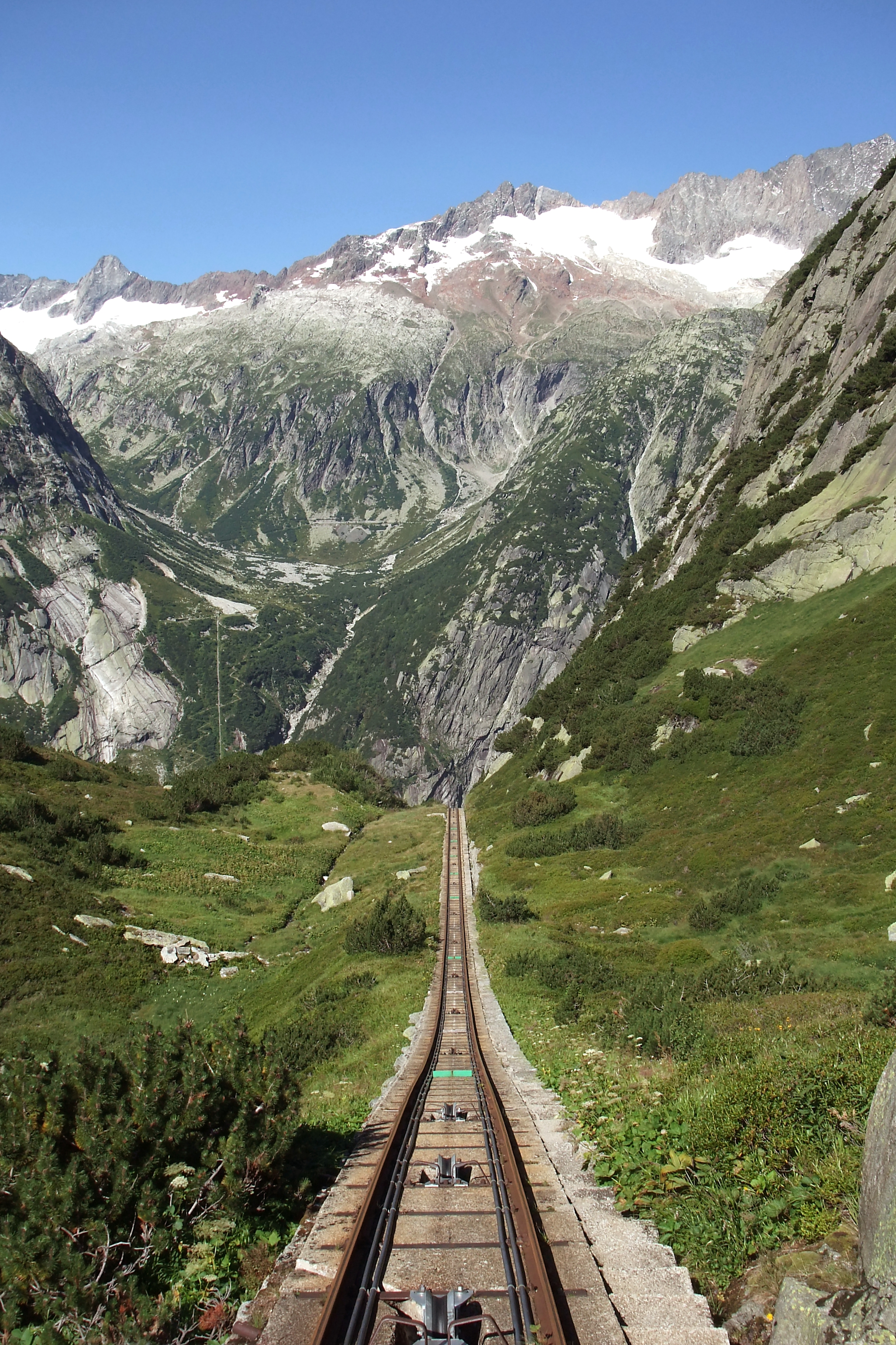
路線の下を見る

ゲルマーバーン（Gelmerbahn）は、スイス、ベルン州のケーブルカーである。山麓のオーバーハスリ（アーレ川上流の谷）、ハンデグにある麓駅と、山上のゲルマー湖を結ぶ。2017年まではスイスで最も急なケーブルカーでもあったが、現在ではスイスのシュイーツ州に開業したシュトースバーン（110％）が急勾配の記録を保持している。
ゲルマー湖はアーレ側上流域の水力発電計画の一旦を担うため、1926年に建設されたダム湖である。ケーブルカーはもともと、ダム湖の建設用の資材を運搬するために建設され、ダム湖の管理などのために利用されていた。そのため観光用もしくは登山客用に利用されだしたのは2001年になってからである。現在ケーブルカーを含む設備は、発電所を所有するオーバーハスリ発電所株式会社（KWO）によって運営されている。
ケーブルカーの麓の駅は、グリムゼル峠を越える幹線道路から近く、徒歩圏内には駐車場も整備されている。公共交通機関であるポストバスの便は比較的少ないが、夏場はMeiringen方面から数本あるため、車でなくてもアクセスは可能である。最寄りのバス停はHandegg, Gelmerbahnで、徒歩でケーブルかーの麓の駅までアクセスできる。
頂上駅からはゲルマー湖を周遊できるハイキングルートや、Gelmerhütteなどへのトレッキングルートが伸びている。ゲルマーバーン周辺にはTriftbrückeやAareschlucht、フルカ蒸気鉄道線、風光明媚で有名なポストバスの路線であるGrimsel Pass Lineなどもあり、観光が楽しめる。

## 運営
ゲルマーバーンは、6月の初めから10月中旬の昼間のみ営業している。他の地方のケーブルカーおよびゴンドラと同様、ゲルマーバーンもHalb taxおよびGAにより半額にならないので運賃は大人往復32CHF（2018年現在）である。基本的に乗員が24名と限られていること、単線であること、週末の朝はハイキング客で混雑することなどから、確実にケーブルカーに乗るためには事前にwebサイトより予約することが可能である。

## 路線データ
。
| 車両数   | 1                                      |
| 駅数     | 3                                      |
| 線路数   | 単線                                   |
| 全長     | 1,028 m                                |
| 高低差   | 448 m                                  |
| 最大勾配 | 106 %                                  |
| 軌間     | 1,000 mm                               |
| 速度     | 2 m/s                                  |
| 所要時間 | 10分                                   |
| 定員     | 車両あたり24人、毎時あたり各方向へ60人 |